# 몬테루카스트
몬테루카스트(montelukast)는 싱귤레어(Singulair) 등의 상품명으로 판매되는 약물로, 천식 치료의 유지 요법에 사용한다. 보통 천식 치료제로서 흡입 코르티코스테로이드(ICS)보다는 덜 선호된다. 또한 급성 천식 발작에는 유용하지 못하고, 다른 천식 치료제로 반응이 좋지 않을 때 주로 사용한다. 다른 적응증에는 알레르기성 비염과 장기간의 두드러기가 있다. 알레르기성 비염에서는 2차 치료제로 쓰인다.
흔한 부작용은 복통, 기침, 두통이 있다. 심각한 부작용에는 아나필락시스나 호산구증가증 같은 알레르기 반응이 있다. 임신 중 사용은 안전하다고 여겨진다. 몬테루카스트는 약리학적 기전상 류코트리엔 수용체 길항제(항류코트리엔제)에 속한다. 폐에 존재하는 류코트리엔 D4의 작용을 차단해 염증을 줄이고 평활근을 이완시킨다.
의학적 사용은 1998년 승인되었다. 복제약으로 이용 가능하다. 2021년 한 해 동안 미국에서 3,000만 건 이상 처방되어, 14번째로 많이 처방된 약물로 기록되었다.

## 의학적 사용
천식, 운동 유발성 기관지연축, 알레르기성 비염, 두드러기 등 다양한 알레르기 관련 질환의 치료에 쓰인다. 성인의 경우 흡입 스테로이드제 단독 요법의 치료 효과가 기대에 미치지 못할 경우, 기존 치료에 추가해 보조 치료제로 주로 사용한다. 또한 면역글로불린 치료 도중 알레르기 반응이나 천식 발작을 예방하기 위해 쓰기도 한다. 비만세포증 대증치료 중 보조 요법으로 사용하는 것도 가능하다.I 경구 투여 약제로, 정제, 저작정(츄어블정), 산제 등의 제형이 있다.

## 약리학
몬테루카스트는 항류코트리엔제에 속하며, 폐에 있는 류코트리엔 D4의 작용을 차단해 염증을 줄이고 평활근을 이완시킨다. 류코트리엔은 면역계에서 만들어 내는 염증 매개 물질로, 천식과 만성 폐쇄성 폐질환(COPD) 등의 병에서 기관지수축]]과 염증을 일으키며 미세혈관 투과성과 점액 분비를 증가시킨다.
몬테루카스트는 펙시다르티닙과 병용 시 신경의 재수초화(remyelination)에 영향을 줄 수 있다.

## 상호작용
몬테루카스트는 사이토크롬 P450에 속하는 CYP2C8 효소를 억제한다. 따라서 이론적으로 몬테루카스트를 CYP2C8 기질 약제(항말라리아제인 아모디아퀸 등)와 병용할 시 이 약제들의 혈장 농도를 증가시킬 가능성이 있다. 그러나 여러 임상 연구에서 몬테루카스트와 다른 CYP2C8 기질 약제 간의 약물 상호작용은 극히 적은 것으로 드러났는데, 이는 몬테루카스트의 혈장 단백질 결합이 높기 때문일 가능성이 높다.

## 부작용
흔한 부작용에 설사, 구역질, 구토, 가벼운 발진, 무증상인 간 효소 수치 상승, 발열 등이 있다. 흔하지 않은 부작용에는 피로감과 근육통, 행동 변화, 감각 이상, 발작, 근육 경련, 코피 등이 있다. 드문, 즉 전체 복용 환자 10,000명당 1명 꼴로 발생하는 부작용으로는 자살 생각, 혈관부종, 다형홍반, 간염 등이 있다.
2019년과 2020년, 신경정신 반응 관련 문제가 영국과 미국 약물 라벨에 추가되었다. 많이 보고된 신경정신 부작용은 악몽, 우울감, 불면증 (100명에서 1,000명당 1명 꼴), 공격성, 불안, 비정상 행동 (1,000명에서 10,000명당 1명 꼴) 이 있었다. 이 때문에 대한민국 국내 시장도 19년과 20년에 타격을 입었으나, 2023년 들어서는 시장이 회복세에 들어섰다.
2024년, 유아에서 야경증, 통제 불가능한 공격성, 침투적 사고, 우울감, 그리고 드물게는 환각이나 자살 생각 등의 보고가 있어 영국 의약품규제청(MHRA)에서 "추가 우려" 확인 후 위험 조사에 들어갔다.

### FDA 조사
2009년 6월, 미국 식품의약국(FDA)이 류코트리엔 조절제에서 신경정신 부작용이 발생할 가능성이 있다는 결론을 내렸다. 임상시험에서는 불면증 위험이 증가한다고 밝혔으나, 시판후조사에서는 자살 생각이 증가할 수 있으며 그 외에 정신운동성 초조, 공격성, 불안, 악몽, 환각, 우울감, 과민성, 진전 등 기타 부작용 역시 위험이 커질 수 있다고 알려졌다.
2019년 9월에는 소아 자문 위원회(Pediatric Advisory Committee)와 약물 안전성 및 위험 관리 자문 위원회(Drug Safety and Risk Management Advisory Committee)가 회의를 열어 몬테루카스트로 인한 유아 신경정신 부작용 관련 안전성 토의를 거쳤다.
2020년 3월, FDA가 몬테루카스트에 블랙박스 경고를 추가했다. 이는 기존에 이미 존재하던 신경정신병 발생 위험 관련 경고를 강화한 것으로, 2008년 FDA가 최초로 경고한 이래로 신경정신병 발생 증례 보고가 늘어나면서 주의를 재차 환기했다. 블랙박스 경고문에서는 경증 환자, 특히 알레르기성 비염에는 안전하면서도 효과적인 다른 항알레르기제가 많으므로 몬테루카스트 처방을 피할 것을 권고했다. 그러나 이런 부작용을 지나치게 우려하는 것은 좋은 치료제를 처방하는 데에 방해가 되며, 몬테루카스트를 스테로이드와 함께 사용하는 경우도 많아 무엇이 원인일지 정확히 알 수 없다는 주장도 존재한다. 상술한 블랙박스 경고문은 새로운 위험 발견이 아닌, 기존에 이미 알려져 있던 부작용 발생 가능성을 다시 상기시킨 것이다.
게다가 FDA 데이터 분석에 따르면, 환자들이 스스로 병원에 온 기록을 바탕으로 작성한 증례 보고와 달리, 몬테루카스트 복용 후 신경정신병 발생 경향은 흡입 스테로이드제보다 크지 않았다. 또한 남성, 여성, 12세 이상 성인, 신경정신병 병력이 이미 있는 환자 등에서 새로운 신경정신병이 생길 통계적으로 유의미한 위험은 존재하지 않았다.